# آپریبه
آپریبه (به پرتغالی: Aperibé) یک منطقهٔ مسکونی در برزیل است که در ریو دو ژانیرو واقع شده‌است. آپریبه ۸۸٫۷۸۰ کیلومتر مربع مساحت و ۱۱٬۹۰۱ نفر جمعیت دارد و ۲۲۱ متر بالاتر از سطح دریا واقع شده‌است.